# Voyriella
Voyriella é um género botânico pertencente à família Gentianaceae.